# Braslav Rabar
Braslav Rabar (ur. 27 września 1919 w Zagrzebiu, zm. 6 grudnia 1973 tamże) – chorwacki szachista, mistrz międzynarodowy od 1950 roku.

## Kariera szachowa
W latach 50. należał do ścisłej czołówki jugosłowiańskich szachistów. Dwukrotnie zdobywał medale mistrzostw Jugosławii: w roku 1951 - złoty, zaś dwa lata później - srebrny. Łącznie w finałowych turniejach o mistrzostwo kraju brał udział 13 razy. Trzykrotnie (w latach 1950–1954) wystąpił na olimpiadach szachowych, zdobywając 5 medali: dwa złote w roku 1950 (drużynowy oraz za wynik indywidualny na IV szachownicy) oraz trzy brązowe (dwa wraz z drużyną w latach 1952 i 1954 oraz za indywidualny rezultat na II szachownicy w roku 1952). Wielokrotnie startował w międzynarodowych turniejach, znaczące rezultaty osiągając w Lucernie (1950, II-III miejsce), São Paulo (1952, I-II), Opatii (1953, III) oraz Monachium (1954, II-III). Rezultat uzyskany w Monachium dał mu awans do turnieju międzystrefowego w Göteborgu w roku 1955, w którym podzielił XIV-XV miejsce.
Według retrospektywnego systemu Chessmetrics, najwyżej sklasyfikowany był w styczniu 1954 r., zajmował wówczas 32. miejsce na świecie.
Przez wiele lat zajmował się dziennikarstwem szachowym, współpracował z Šahovskim Glasnikiem oraz Šahovskim Informatorem. Dla tego drugiego wydawnictwa opracował pierwszy system klasyfikacji debiutów szachowych, który później został zastąpiony przez kod ECO.